# 345 (číslo)
Tři sta čtyřicet pět je přirozené číslo, které následuje po čísle tři sta čtyřicet čtyři a předchází číslu tři sta čtyřicet šest. Římskými číslicemi se zapisuje CCCXLV a řeckými číslicemi τμε.

## Matematika
345 je:
- Deficientní číslo
- Nešťastné číslo

## Astronomie
- (345) Tercidina je planetka hlavního pásu, kterou objevil v roce 1892 Auguste Charlois

## Doprava
- Silnice II/345 je česká silnice II. třídy vedoucí na trase Golčův Jeníkov – Vilémov – Chotěboř – Ždírec nad Doubravou[1][2]

## Roky
- 345
- 345 př. n. l.